# 명문가
명문가(名門家, 영어: Royal Family)란 사회적인 신분과 지위가 높으며, 학력과 명성을 가진 고귀한 가문을 의미한다.

## 설명
삼국시대에는 성골과 진골들이 명문가였다. 고려시대에는 문벌귀족들과 권문세족들이 명문가였다. 고려의 대표적인 명문가는 개성 왕씨였다. 조선시대부터는 권력, 학력, 재력이 명성과 직결되었고 왕비나 영의정같은 고관대작을 많이 배출한 세도 가문이 명문가로 여겨졌다. 조선의 대표적인 명문가는 신 안동 김씨였다. 근대시대에는 정치인 가문, 독립유공자 가문을 명문가라 일컬었다. 현대시대부터는 재벌 가문, 정치인 가문, 법조 가문, 학계 가문, 언론 가문, 금융 가문 등을 명문가라고 일컫는다.